# 奥塔卡尔·诺日热
奥塔卡尔·诺日热（捷克語：Otakar Nožíř，1917年3月12日—2006年9月2日），捷克男子足球运动员，司职中场。他曾代表捷克斯洛伐克国家队参加1938年国际足联世界杯，结果队伍止步八强。